# Glandularia hassleriana
Glandularia hassleriana là một loài thực vật có hoa trong họ Cỏ roi ngựa. Loài này được (Briq.) Tronc. mô tả khoa học đầu tiên năm 1975.